# Campeonato Mundial de Tiro de 1925
El XXIII Campeonato Mundial de Tiro se celebró en St. Gallen (Suiza) en el año 1925 bajo la organización de la Federación Internacional de Tiro Deportivo (ISSF) y la Federación Suiza de Tiro Deportivo.

## Resultados

### Masculino
| Evento                                  | Oro                                 | Plata                               | Bronce                              |
| --------------------------------------- | ----------------------------------- | ----------------------------------- | ----------------------------------- |
| Rifle 3 posiciones 300 m                | Josias Hartmann · Suiza · 1109 pts. | Walter Lienhard · Suiza · 1105 pts. | Karl Zimmermann · Suiza · 1061 pts. |
| Rifle 3 posiciones 300 m (equipos)      | Suiza · 5386                        | Estados Unidos 5255                 | Dinamarca 5099                      |
| Rifle en pos. tendida 300 m             | Walter Lienhard · Suiza · 384       | Georges Roes Francia 382            | Josias Hartmann · Suiza · 381       |
| Rifle en pos. de rodillas 300 m         | Josias Hartmann · Suiza · 376       | Walter Lienhard · Suiza · 375       | Jakob Reich · Suiza · 357           |
| Rifle en pos. de pie 300 m              | Josias Hartmann · Suiza · 352       | Walter Lienhard · Suiza · 346       | Manning Dodson Estados Unidos 343   |
| Rifle militar 3 posiciones 300 m        | Karl Zimmermann · Suiza · 502       | Walter Lienhard · Suiza · 497       | Wilhelm Schnyder · Suiza · 488      |
| Rifle militar en pos. tendida 300 m     | Miard Francia 181                   | Roger Isenegger · Suiza · 178       | Walter Lienhard · Suiza · 176       |
| Rifle militar en pos. de rodillas 300 m | Louis Gouéry Francia 179            | P.J. Pedersen Dinamarca 170         | Niels Hansen Larsen Dinamarca 169   |
| Rifle militar en pos. de pie 300 m      | Karl Zimmermann · Suiza · 164       | Aix Bouwens · Países Bajos · 156    | Vandesutte Francia 154              |
| Pistola 50 m                            | Wilhelm Schnyder · Suiza · 513      | Robert Blum · Suiza · 507           | Paul Van Asbroeck · Bélgica · 505   |
| Pistola 50 m (equipos)                  | Francia 2478                        | Suiza · 2465                        | Dinamarca 2426                      |

## Medallero
| Núm. | País           | Oro | Plata | Bronce | Total |
| ---- | -------------- | --- | ----- | ------ | ----- |
| 1    | Suiza          | 8   | 7     | 5      | 20    |
| 2    | Francia        | 3   | 1     | 1      | 5     |
| 3    | Dinamarca      | 0   | 1     | 3      | 4     |
| 4    | Estados Unidos | 0   | 1     | 1      | 2     |
| 5    | Países Bajos   | 0   | 1     | 0      | 1     |
| 6    | Bélgica        | 0   | 0     | 1      | 1     |
|      | TOTAL          | 11  | 11    | 11     | 33    |